# 太歷國立大學
太歷國立大學（英文：Tarlac State University, TSU）是位於菲律賓丹轆市（太歷市）被特許的公開高等教育機關。1906年創立時是一所招收初中學生的初級商科學校，1909年升格為招收高中學生的商科學校（Tarlac Trade School），1989年10月13日升格為大學。該校由十所學院和三個校園提供不同的學位課程。現有12個不同學院，課程包括工程、教育、文理學、科學、工商管理及會計、建築、藝術、電腦、護理、公共行政及法學等。太歷國立大學現有3個校區，總佔地約19.2英畝。該校在《QS世界大學排名》及《泰晤士高等教育世界大學排名》均榜上無名。菲律賓國內，太歷國立大學排第13位。
該校學位認受性備受質疑，曾與香港的國力書院合作，提供遙距博士課程。國力書院於2015年起被揭發涉假學歷事件。

## 著名學生及校友
- 夏迪星（Herdip Singh）： 嶺南大學前協理副校長及前總務長。[6]

- 梁松聲： 嶺南大學諮議會成員、嶺南教育機構董事，國力書院顧問委員會成員。[7]

- 譚務成： 葵涌醫院前院長，獲公共管理博士及工商管理哲學博士。[8]

- 洪松勳： 香港教育學院社會科學系助理教授。[9]

- 洪為民： 互聯網專業協會會長，深圳前海管理局駐香港首席聯絡官。[10]

- 楊全盛： 香港軟件行業協會會長，公民教育委員會委員。[10]

- 梁子穎： 香港工聯會成員，前葵青區議員，聖公會林護紀念中學老師。[5]

- 鄭琴淵： 香港民建聯成員，前灣仔區議員，認可調解員，香港和解中心前司庫及理事。[10]

- 麥謝巧玲： 香港民建聯成員，前南區區議員，聖文嘉中英文幼稚園（華貴）校長。[5]

- 衞燕華： 香港赤柱聖士提反書院附屬小學校長。[10]

- 封華冑： 香港元朗基督教香港信義會宏信書院校長，2015年獲取太歷國立大學頒發的教學博士學位。[11]

- 呂宇俊： 香港會考零分博士。[12]

- 趙家賢： 香港區議員、民主動力召集人。TSU公共行政博士生。[13][14][15]

- 顏楚國： 香港警務處，警司。[16]

- 許桂生： 香港警務處，總督察。[16]

- 梁宗定： 香港警務處，水警北分區助理指揮官。[17]

- 蔡金土： 台灣禾聯碩股份有限公司董事長。[18]

- 蔡崇民： 台灣禾聯碩股份有限公司監察人。

## 外部連結
- Tarlac State University Official Website（页面存档备份，存于）
- Tarlac State University Hong Kong Campus
- Office of International Affairs（页面存档备份，存于）
- Center for Tarlaqueño Studies
- University Library（页面存档备份，存于）
- 國力書院涉造假 被質疑讀不明博士學位
- 民建聯「山卡罅」博士（页面存档备份，存于）